# Shutokō Battle Xtreme
Shutokō Battle Xtreme (首都高バトルXTREME?) es un videojuego de carreras desarrollado y publicado por Genki para iOS y Android. Fue lanzado el 26 de enero de 2017. Es el último juego de la serie Shutokō Battle.
Anunció el 28 de septiembre de 2017 que el servicio finalizará el 29 de noviembre de 2017 debido a dificultades para continuar con la operación.

## Jugabilidad

### Funcionamiento
En lugar de un juego de carreras general, es un juego incluido en un tipo simplificado de juego para teléfonos inteligentes.
Tocar activa el acelerador a todo gas, evaluación de curvas dando un golpecito apuntando en el momento en que se pasa la línea designada al entrar en una esquina, ajuste del carril deslizando la posición de toque hacia la izquierda y hacia la derecha (no hay grado de libertad para decir que es una operación del volante), decisión de usar nitro, la anterior es la única operación durante la carrera.

### Flujo de carrera
1. El inicio no es un inicio cero, sino un formato de inicio continuo que comienza con una cierta velocidad inicial después de la producción de encuentro habitual de la serie mientras se ejecuta la Autopista Metropolitana, pero cuando el indicador de visualización de cuenta regresiva pasa el lugar rojo, enciende el acelerador (touch) Se convierte en "Rocket start success", y la velocidad y la aceleración iniciales son un buen comienzo (el toque al final de la producción del encuentro no podrá iniciar el cohete a menos que se toque y se suelte inmediatamente).
2. Mientras conduces, sigue tocando para encender el acelerador. Básicamente, seguirás tocándote durante la carrera.
3. Es un sistema SP como otras obras de la serie. Durante la carrera, los indicadores de velocidad y SP se muestran junto a tu auto y los autos rivales, y el lado que corre detrás es inferior y el SP se reduce.
4. Al cambiar la posición táctil hacia la izquierda y hacia la derecha mientras conduce, puede ajustar el movimiento hacia la izquierda y hacia la derecha hasta el punto de cambiar de carril. Acelera con Slipstream poniéndote detrás de los oponentes u otros vehículos (los llamados otros autos), y luego evita las colisiones, bloquea a los oponentes si te atrapan al frente, en las esquinas Apunta a la línea interior, etc.
5. Frente a una esquina que es más empinada que cierta cantidad, hay un "punto de ataque". Si se desliza el dedo apuntando al momento en que se pasa la línea de referencia roja del punto de ataque, la precisión de ese momento se evaluará como una curva.
6. Calificado de arriba abajo: "¡EXTREMO!" → "¡MUY GENIAL!" → "¡GENIAL!" → "BUENO" → "BURST...". Las clasificaciones más altas aumentan la velocidad en las curvas y la velocidad de escape. Además de cambiar la producción de voz, hay muchos puntos llamados "VOLTAJE" que indican la emoción. También hay un sistema #nitro, y cuando queda un número, se muestra un ícono de nitro sobre la guía de posición táctil. Cuando tocas el ícono de nitro, se activa y acelera rápidamente. Durante la activación, se acelera con nitro hasta que se consume el indicador del icono, después de lo cual no se puede realizar la siguiente activación hasta que se llene el indicador (incluso si aún queda algo).

## GAS/BP
Hay dos tipos de carreras en este trabajo, "Batalla" y "VS", "GAS" (gasolina) en "Batalla" y "BP" en "VS" (y "Area Battle"). El valor de GAS requerido cambia con la eficiencia de combustible del vehículo (también hay diferencias según el tipo de batalla). Por otro lado, el consumo de BP siempre es 1. Mientras se consume, recupera 10 de gas por minuto y 1 BP por hora. Además, los elementos y subir de nivel se recuperarán por completo.

### Elementos de recuperación
El ítem de recuperación de GAS es "gasolina" y el ítem de recuperación de BP es "recuperación de BP". GAS”, y el ítem de recuperación es “gasolina”).
Si intenta comenzar una carrera con GAS o BP insuficientes, aparecerá un panel que le pedirá que Tocar si usar o no elementos de recuperación de GAS y BP. Si tienes Nitro, automáticamente podrás usarlo.

## Experiencia del jugador
Parece que no hay un límite superior en este momento.

## Accesorio de máquina
Existe por separado del valor de experiencia del jugador y corresponde al valor de experiencia del automóvil. Los puntos de experiencia se acumulan por separado para el automóvil usado, y cada vez que sube el nivel, uno de los rendimientos básicos aumentará y el peso y el consumo de gasolina disminuirán.

## Avatar
Avatar se prepara como una imagen del personaje del jugador. Primero, elige uno de los cuatro tipos (tres para hombres y uno para mujeres), pero también puedes cambiarlo más adelante.
A partir del 10 de marzo, fue posible aumentar la cantidad de avatares disponibles como recompensa por derrotar una vez a un jefe específico en el capítulo.

## Batalla
Hay batallas similares a historias que consisten en varios capítulos (capítulos) y batallas de eventos que se describen más adelante. Para cada historia, solo se puede seleccionar el nivel de dificultad "NORMAL" al principio, y se agregan "DIFÍCIL" y "MUY DIFÍCIL" cuando se borra "NORMAL". A partir de octubre de 2017, ha llegado al capítulo final.

### Personajes

#### Afiliados protagonistas
Yui Kawabata
Coche…SKYLINE GT-R V-spec II (BNR32)
Miembro de la organización de gestión del circuito de Shutoko "X TOKYO".
Satoru Sano
Coche…180SX TIPO X SUPER HICAS (KRPS13)
Uno de los corredores de la Autopista Metropolitana y miembro del equipo "Cabezas de Dragón". Se llama "Novato esperanzado".
Yui es una conocida y, a menudo, acepta sus solicitudes.
Atsushi
Coche…CX-3 XD (DK5AW)
El gerente de la tienda personalizada "BRIDGE". No hay quien no lo conozca entre los corredores del Expreso Metropolitano, y es figura de opinión.
Una vez fue el líder del equipo "HOUND DOG", pero luego de ser derrotado por el equipo dirigido por Joe, se retiró de correr y se retiró del mundo de la Autopista Metropolitana. Su habilidad para correr no era tan alta, pero tenía el carisma para atraer a la gente.
Kaede Hanayama
Coche…ALTO WORKS (HA36S)
Piloto novato. Aunque se convirtió en corredor porque admiraba al equipo femenino "Butterfly Angel", su habilidad no es lo suficientemente buena. Cuando conocí al personaje principal, me acerqué a él para aprender a correr.
Después de la batalla entre el personaje principal y la líder Misa, gana la batalla contra el Equipo No.2 Chihiro y se une al equipo.

#### Principales rivales en el capítulo 1
Kazuya
Coche…LANCER GSR EVOLUTION V (CP9A)
El líder del equipo "Yarman". También es empleado de la tienda personalizada "BRIDGE".
Responsable del oponente de "Suspensión" del miércoles en el evento.
Chihiro
Coche…EUNOS ROADSTER S ESPECIAL TIPO II (NA8C)
Miembro del equipo femenino "Butterfly Angel" y número 2 del equipo.
Aunque da la impresión de que es esponjosa, comprende los pensamientos de la líder del equipo, Misa, y crea oportunidades para darle una oportunidad a Kaede.
Kakeru (Rolling bastardo No. 1)
Coche…86 GT (ZN6) / SPRINTER TRUENO GT APEX (AE86)
El líder del equipo monomarca AE86 "Shinsei Rolling Bastard". Gala es mala y tiene la idea de exigir una puesta a punto excesiva para el coche.
Una vez que su padre era corredor en la Autopista Metropolitana, lo admiraba y se convirtió en corredor, pero cuando su padre fue derrotado por un equipo rico, llegó a creer que el desempeño de la máquina lo llevaría a la victoria o la derrota.
Intenta obligar a Atsushi a pedir una melodía, pero desafía al héroe a una batalla con la condición de que gane la batalla.
En el evento, estuve a cargo del oponente "Carbon Body" del viernes.
Dado que el vinilo de AE86, que estuvo temporalmente a bordo para VS y batallas de guerrillas limitadas, es el mismo que el auto personalizado de "Rolling Yaro No. 1" en "Shutoko Battle X", no es el hijo de Tetsu Kobayakawa, también conocido como "Rolling Yaro No. 1".
Yowa Kuon
Coche…180SX TIPO X SUPER HICAS (KRPS13)
Un conductor veterano de la Autopista Metropolitana llamado "High Wall". El nombre del equipo también lleva su nombre.
Al recibir una llamada de Yui, solicita una batalla para verificar la habilidad del héroe.
En el evento, estuve a cargo del oponente de "Aluminum Frame" el jueves.

#### Principales rivales en el Capítulo 2
Misa
Coche…86 GT (ZN6)
La líder del equipo femenino "Butterfly Angel".
El equipo tiene una larga historia y ella es la líder de la sexta generación. El equipo tiene un sistema estricto que hace honor a su nombre, y las relaciones con algunos miembros han sido tensas.
Al principio, rechazó la solicitud de Kaede de unirse al grupo porque ella era "inexperta", pero ella perdió la batalla con el personaje principal en el mitin y aceptó unirse al grupo después de la batalla entre Kaede y Chihiro.

#### Principales rivales en el Capítulo 3
Masaya
Coche…EDICIÓN FINAL DE LA EVOLUCIÓN DE LANCER (CZ4A)
El líder del equipo "HOUND DOG". Hable en un tono anticuado. Cuando Atsushi era el líder, era el líder adjunto.
Recientemente, el equipo parece estar de mal humor y le pide a Atsushi que regrese al equipo, pero en lugar de él, muestra interés en el personaje principal y pide una batalla para todo el equipo. Después de la batalla, pensé que la habilidad del héroe era perfecta y desistí de reclutarlo para que se uniera al equipo. Después de eso, se entera de que el personaje principal está siendo combatido por un equipo dirigido por Joe y coopera para restaurar el orgullo del equipo.
Jotaro Yasuoka (Joe)
Coche…GT-R Edición Premium (R35)
Líder de cierto equipo. Se ve refrescante, pero tiene confianza y mucho orgullo.
El equipo dirigido por él es codicioso para organizar batallas, por lo que se le llama "Arashi" entre los corredores de la Autopista Metropolitana.

#### Principales Rivales en el Capítulo 4
Lucifer Otsuka
Coche…S660 (JW5)
Su verdadero nombre es ``Ichiji Otsuka''. Uno de los "13 Demon Commanders", un grupo de corredores más rápidos en la Autopista Metropolitana que existió hace más de 10 años. Actualmente uno de los corredores llamado "Wanderer".
Dejé el mundo metropolitano hace diez años, pero regresé recientemente. Solía andar en S2000, pero ahora se está cambiando a S660.
No hay un avatar dedicado y aparece como una silueta.
Tanimura Kanna (Kanna)
Coche...EUNOS ROADSTER S ESPECIAL TIPO II(NA8C) / PRIUS G(ZVW30) / SILVIA spec-R(S15)
Una mujer conductora. Aparece frente al personaje principal y Satoru que buscan a un corredor llamado "Wanderer" y coopera para encontrar a "Wanderer".
En realidad, ella también es una de las "vagabundas". Además, "Tanimura Kanna" es un seudónimo, y su verdadero nombre es "Kuroe Settsuko". Conocido como el "Uutsu na Tenshi", también fue uno de los "13 Demon Commanders", los corredores más rápidos en la autopista metropolitana. Solía montar S14, S15 y RX-8. Actualmente, posee segundos autos como Prius y Roadster.
Responsable del oponente "Turbo" del martes en el evento. En la batalla de guerrillas por tiempo limitado celebrada el 29 de agosto de 2017, cambió a S15 y apareció como "Setsuko Kuroe".

#### Principales Rivales en el Capítulo 5
Maki
Coche…ROADSTER RS (ND5RC)
Una ídolo perteneciente a la agencia de entretenimiento "Moonrise" y una reportera que transmite información sobre las carreras que se realizan en la Autopista Metropolitana. Es tan popular entre los corredores que se la llama la "Diosa de la Autopista Metropolitana".
En este capítulo, cuando traté de postularme para una batalla con el personaje principal después de la entrevista, el SS y otros conductores que rápidamente dijeron "cita" intentaron desafiar al personaje principal. ”Se llevará a cabo como recompensa.
Esteras (maestro)
Coche…EDICIÓN FINAL DE LA EVOLUCIÓN DE LANCER (CZ4A)
Presidente de la agencia de entretenimiento "Moonrise" a la que pertenece Maki. Habla en dialecto de Kansai.
Un gran fanático de las carreras, y los empleados están formados por personas que pueden conducir automóviles.
Al enterarse de que se está realizando sin permiso un evento de carrera apostando a "una cita con Maki", jugará contra el personaje principal.
Responsable del oponente "Motor" del lunes en el evento.

#### Otros
Ryosuke
Coche... LEVORG 2.0GT-S EyeSight (VMG)
Un conductor masculino. En el evento, yo estaba a cargo del oponente "Tire" del sábado.
Mitsuko
Coche… PRIUS G (ZVW30)
Una mujer gorda que recuerda a :Matsuko Deluxe.
Responsable del oponente del domingo en el evento.
Kaori
Coche…bB 1.5Z X Versión (NCP31)
Una mujer conductora. Aparece en las batallas de guerrillas.
Mi
Coche…ALTO WORKS (HA36S)
Una miembro femenina del equipo "Stella BiNARiA". Aparece en las batallas de guerrillas.
YUHEI
Coche… RX-7 Tipo RZ (FD3S)
Un conductor masculino. Aparece en las batallas de guerrillas.
Asami
Coche…SAVANNA RX-7 INFINI (FC3S)
La líder femenina del equipo "Deep Forest". Apareció por primera vez en la batalla de guerrillas por tiempo limitado que tuvo lugar el 29 de junio de 2017.

Coche…SKYLINE GT-R V・spec II (BNR34)
Su verdadero nombre es ``Motoya Iwasaki''. El líder de los 13 Kisho, los corredores más rápidos en la Autopista Metropolitana y un corredor legendario en la Autopista Metropolitana. Apareció por primera vez en la batalla de guerrillas por tiempo limitado que tuvo lugar el 18 de julio de 2017.
No hay un avatar dedicado y aparece como una silueta.
Kaito
Coche… IMPREZA WRX tipo R STi Versión VI (GC8)
La líder del equipo "Stella BiNARiA". Apareció por primera vez en la batalla de guerrillas por tiempo limitado que tuvo lugar el 10 de agosto de 2017.
galaxia
Coche...FAIRLADY Z versión ST(Z34)
Un conductor llamado "Lonely Poemmer". Apareció por primera vez en la batalla de guerrillas por tiempo limitado que tuvo lugar el 22 de septiembre de 2017.
???
Coche…FAIRLADY Z (HS30S)
Un conductor no identificado llamado "Fantasma de la Autopista Metropolitana". Apareció por primera vez en la última batalla de guerrillas por tiempo limitado celebrada el 17 de octubre de 2017.
Akane
Una conductora. Solo aparece en los avatares que pueden usar los jugadores en este momento.

### Evento Batalla
Hay dos tipos de batallas de "eventos" además de las historias en el momento del lanzamiento.

#### Batallas semanales limitadas
Una batalla que cambia a diario (actualizada a las 28:00 (4:00 am)) y siempre se puede desafiar, y puedes obtener un cierto tipo de partes si ganas. Hay niveles de dificultad FÁCIL, NORMAL, DIFÍCIL y MUY DIFÍCIL.
Las partes para cada día de la semana son las siguientes.
- Lunes: Motor
- Martes: Turbo
- Miércoles: Suspensión
- Jueves: Marco de aluminio
- Viernes: Carrocería de carbono
- Sábado: Neumáticos
- Domingo: Todas las partes

#### Batalla de guerrillas
En las batallas de eventos que aparecen solo durante un cierto período de tiempo, puedes obtener partes mejoradas, partes de disfraces y muchos puntos de experiencia al derrotar a los rivales de cada nivel de dificultad. Inmediatamente después del lanzamiento, es una hora de 10:00 am, 19:00 pm (7:00 pm) y 23:00 (11:00 pm). A partir del 1 de marzo se agregó el horario de 15:00 (3:00 pm).

## VS
VS es un sistema de liga y clasificación basado en clasificaciones jugando contra otros jugadores (aunque se llama partido, el control del lado del oponente lo realiza una computadora). Todos los jugadores se dividen en ligas en orden aproximado de fuerza y jugarán en grupos que cambian diariamente dentro de la liga. Dependiendo de la cantidad de "VOLTAJE" obtenido, se agrega la clasificación dentro de la liga y dentro del grupo, y si la clasificación en el grupo es alta, se ascenderá a una liga superior, y si es más baja, será degradado a una liga inferior.
Además de los oponentes habituales en el grupo, el "JEFE Invitado" puede aparecer durante un cierto período de tiempo.
Los desafíos en VS incluyen "recompensas de promoción (mantenimiento) de liga", "recompensas de clasificación de liga", "recompensas de clasificación general", "recompensas de logros de VOLTAJE" y "recompensas de recuento de derrotas de BOSS invitados".

### Batalla de área
Las batallas de área cuentan con 5 jugadores seleccionados al azar de cada área del campo. Si vences a todos, conquistarás el área y obtendrás recompensas por cada número de veces que la conquistes. En casos raros, aparecerá un "Errante" y, si ganas, obtendrás un artículo raro. También es posible usar las modificaciones del rival, y cada uso consume "GAS".

## Desafíos
Estos son los llamados logros, pero en este juego se llaman "desafíos", y hay muchos desafíos, como iniciar sesión, evaluar los ataques durante la carrera, etc. Las recompensas son boletos, monedas VIP, títulos, varias partes, rara vez automóviles, etc.

## Rareza
La rareza viene indicada por el número de estrellas, y cuanto mayor sea el número, más difícil será de obtener. La rareza máxima (a partir de mayo de 2017) es 6 para máquinas y 7 para piezas, pero al liberar el límite, la rareza máxima es 10. Sin embargo, el valor máximo de rareza se determina para cada máquina y algunas máquinas no se pueden configurar en ☆ 10. Se pueden obtener partes hasta ☆ 6 con gacha, pero se pueden obtener partes con ☆ 7 girando 10 gachas consecutivas que se pueden rotar con 300 monedas VIP. Sin embargo, solo se entregará como regalo la primera vez y no podrá obtenerlo después de la segunda vez. Además, las partes que se dan al girar las 10 gachas consecutivas difieren según la gacha, por lo que las ☆ 7 partes solo se pueden obtener en una gacha específica.

## Límites de liberación
Recolectar y sintetizar los mismos autos es "liberación limitada". Para poder subir la rareza en 1, se necesita sintetizar 1 auto base y 3 autos de la misma rareza, un total de 4 autos. Se incrementará el valor del "Límite superior del grado de fijación" y "CP". Implementada el 20 de abril de 2017, la "máquina de liberación limitada" puede aumentar la rareza independientemente del modelo de automóvil.
Además, los autos con especificaciones limitadas registrados previamente (excluyendo los autos con especificaciones limitadas para las recompensas de batalla VS) se configuran inicialmente con una rareza MÁXIMA y no se puede aumentar su rareza, y los autos del mismo modelo que no tienen especificaciones limitadas ambos se tratan de manera diferente, por lo que no se puede utilizar para la síntesis con el mismo modelo que no es una especificación limitada.

## Piezas
Hay piezas personalizadas, piezas visuales y "piezas de rendimiento" para las piezas. Las "piezas de rendimiento" son exclusivamente para síntesis llamadas "tuning". En esta sección se describen las piezas personalizables.
Cada vehículo tiene motor, suspensión, carrocería de carbono, Turbo, neumáticos, Tipo de chasis (coche)#Monocasco (aunque puede correr sin usar nada), y al equipar cada ranura con piezas de cada categoría, se mejora cada especificación, como la potencia, y en general se mejora el valor de "Especificaciones de la máquina". Los vehículos y partes tienen un valor llamado "CP", y la suma de los valores de CP de todas las partes no puede exceder el valor de CP del vehículo.
Además de grados como "motor normal", "motor de calle" y "motor deportivo" según los parámetros básicos, también hay piezas con tendencias como "tipo de potencia". Cuanto mayor sea el grado de la pieza, mayor será el CP y mayor la rareza como elemento en los juegos sociales. Además de estos grados, hay un valor llamado "Escenario", y si eleva el "Escenario" sintetizando partes innecesarias con las partes base que desea cultivar como materiales, como en los juegos de rol de cartas para las redes sociales, las especificaciones mejorarán. Las piezas que se adjuntan a un automóvil no se pueden conectar a otros automóviles al mismo tiempo, pero las piezas personalizadas son comunes independientemente del modelo de automóvil (si se quitan, se pueden conectar a cualquier otro automóvil).
También hay partes con habilidades adjuntas.

## Piezas visuales
Cambia la apariencia de tu máquina. Se puede obtener principalmente como recompensa de clasificación final para batallas de guerrilla y VS. Las piezas de disfraces se clasifican en las siguientes ocho categorías. Los vehículos NSX (NC1), de la serie NISMO y con especificaciones de vinilo limitadas no se pueden cambiar.
Alerón delantero
Parachoques trasero
Faldón lateral
Alerón trasero
Capó
Silenciador
Tubo de neón
Ruedas

### Cambio de apariencia
Puedes elegir color, pegatina, vinilo, y cambio de altura del vehículo. El cambio de color no es posible para algunos autos de edición limitada.

## Poder de batalla
"Poder de batalla" es un valor que se calcula de manera integral a partir de cada valor de especificación del automóvil y cada parte y, en general, cuanto mayor es este valor, más fuerte es el automóvil (oponente) y, al mismo tiempo, también es el valor inicial del indicador SP. Hay correcciones adicionales que se describen a continuación.

### Máquina de soporte
En la carrera, además del auto actual, se seleccionan automáticamente 5 autos con el valor de parámetro total más alto en el garaje, y se agrega el 2% de cada máquina como "bonificación de parámetro". Además (si tienes amigos), puedes elegir uno de tus amigos antes de la carrera y se agregará como "PODER AMIGO". Con la actualización del 30 de mayo, fue posible seleccionar una máquina de apoyo y se agregó una bonificación al "archivo adjunto" después de la batalla según la rareza y el archivo adjunto.

## Gacha
Hay dos tipos de gacha en este juego. 

### Entradas
Consume y gira "boletos" que puedes conseguir durante la carrera o completando misiones como logros. 30 hojas por vez o 300 hojas de 10 consecutivas. No existe un sistema de obtención de billetes mediante cobro.

### VIP
Además de obtenerlo en el juego, también es un elemento cargado "moneda VIP" (detallado a continuación) que se consume y gira. 30 hojas por vez o 300 hojas de 10 consecutivas. Además, hay un gacha de 15 piezas de "monedas VIP compradas por una tarifa y limitadas a una vez al día".

## Moneda virtual (moneda VIP)
Las monedas VIP se pueden obtener durante las carreras o completando misiones como logros, pero también son el sistema de facturación de esta obra. La tarifa es de 1 yen por moneda (y menos dependiendo del descuento por volumen), y el cargo mínimo es de 120 yen por 12 monedas.
Las monedas VIP se utilizan actualmente para artículos de recuperación VIP gacha, GAS/BP/nitro que se pueden comprar en la tienda de artículos y aumentar la cantidad de máquinas y piezas propias. También hay moneda, pero no hay otra forma de obtenerla que no sea para adquirirlo en el juego. Además, es necesario para piezas de tuning, etc., pero parece que es casi abundante en la gama de estilos de juego normales).
Precio (al 31 de diciembre de 2015)
| Número de monedas VIP | Precio | Número de monedas añadidas que comprando por separado |
| 12                    | ¥120   | ----                                                  |
| 50                    | ¥480   | 2                                                     |
| 340                   | ¥2900  | 50                                                    |
| 568                   | ¥4800  | 88                                                    |
| 1170                  | ¥9800  | 190                                                   |

El periodo de venta de monedas VIP será hasta el 30 de octubre.

## Tipo de vehículo
Como es el estándar para los juegos de carreras en los últimos años, ha sido licenciado por compañías automotrices, presenta marcas y nombres de autos reales, y modelado de formas realistas. Esta es la primera vez para Daihatsu y Suzuki desde Shutoko Battle 01, y la grabación bajo el nombre de Honda es la primera en la serie Shutoko Battle. Se dice que no dan permiso, y en las primeras Shutoko Battle En la serie, había muchos autos que podían aceptarse como modelos (sin dar nombres), pero en la serie posterior a Shutokō Battle 01, cada fabricante como resultado de cambiar a una forma en la que el nombre se otorga por licencia, los autos Honda fueron ya no se graba. Se incluye en Shutokō Battle y Racing Battle -C1 GRAND PRIX- donde no aparecen otros autos. Era posible que haya autos y variantes adicionales disponibles en las actualizaciones.

### Daihatsu
- Copen Cero (LA400K)
- MOVE CUSTOM RS Limited (L150)

### Honda
- CIVIC TYPE R (EK9)
- CIVIC TYPE R (FK2)
- NSX (NC1)
- NSX-R (NA2)
- S2000 V-Type (AP1/2003)
- S660(JW5/2015)

### Mazda
- CX-3 XD (DK5AW)
- EUNOS ROADSTER SPECIAL TYPE II (NA8C)
- ROADSTER RS (ND5RC)
- RX-7 TYPE RZ (FD3S)
- RX-8 TYPE S (SE3P)
- SAVANNA RX-7 INFINI (FC3S/1990)

### Mitsubishi
- GTO TWIN TURBO(Z16A/1993)/modelo de mediano plazo
- LANCER GSR EVOLUTION V(CP9A)
- LANCER EVOLUTION FINAL EDITION(CZ4A)

### NISSAN
- 180SX TIPO X SUPER HICAS(KRPS13)
- FAIRLADY Z(HS30S/1969)
- FAIRLADY Z VERSIÓN R 2by2(GCZ32/1998)
- FAIRLADY Z Versión ST(Z34/2012)
- FAIRLADY Z NISMO(Z34/2014)
- GLORIA GranTurismo ULTIMA(PBY32/1993)
- GT-R NISMO(R35/2014)
- Edición GT-R Premium (R35)
- SILVIA K’s(PS13)
- SILVIA spec-R(S15)
- SKYLINE 2000GT-R (KPGC10/1970)
- SKYLINE GT-R V spec II (BNR32)
- SKYLINE GT-R V spec II (BCNR33)
- SKYLINE GT-R V spec II (BNR34)

### Subaru
- BRZ GT(ZC6/2016)
- IMPREZA WRX tipo R STi Versión VI (GC8)
- IMPREZA WRX STi 2003 V-Limited(GDB)/modelo de mediano plazo
- LEVORG 2.0GT-S EyeSight(VMG)
- WRX STI Tipo S(VAB)

### SUZUKI
- ALTO WORKS(HA36S)
- WAGON R RR-DI(MH21S)

### Toyota
- 86GT(ZN6/2015)
- bB 1.5Z X Versión(NCP31)
- Paquete de colores FJ Cruiser(GSJ15W/2014)
- PRIUS G(ZVW30)
- SPRINTER TRUENO GT APEX(AE86)/último modelo
- SUPRA RZ(JZA80)
- VELLFIRE 3.5VL(GGH35W)